# 田宮街道

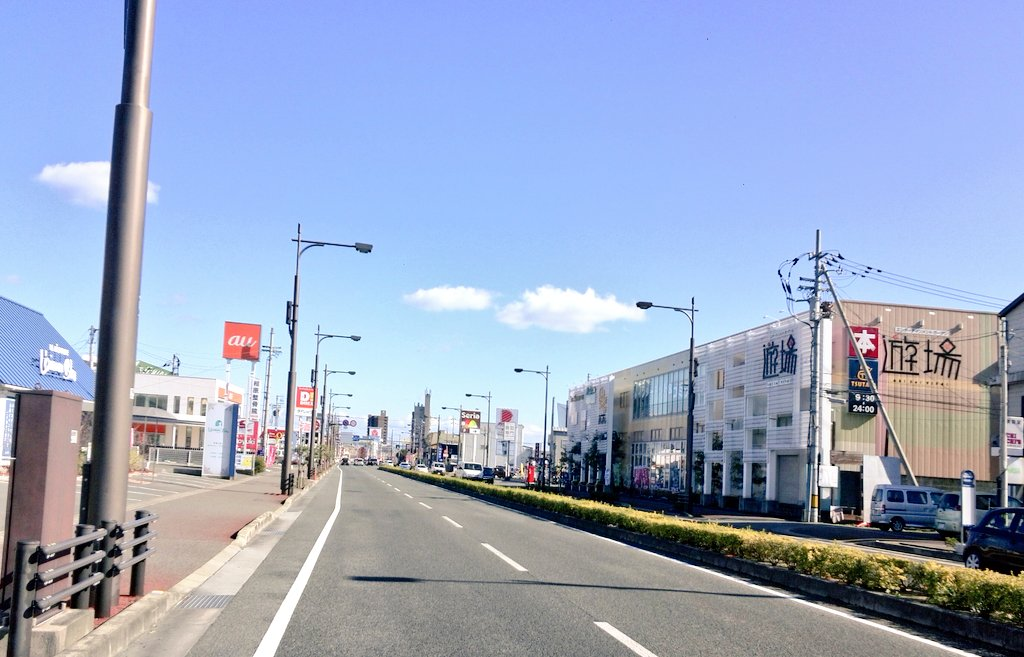
田宮街道（道路右は南田宮2丁目・道路左は北田宮2丁目）

田宮街道（たみやかいどう）は、徳島県徳島市を通る徳島県道30号徳島鴨島線沿いにある街道で主に北田宮及び南田宮沿いを指す。

## 概要
徳島市加茂地区の中心を通る徳島県道30号徳島鴨島線沿いにある街道で、1982年（昭和57年）に開通した。一般的には新町川上流部に架かる吉野橋から鮎喰川下流部に架かる中鮎喰橋までを田宮街道と称する。
近年では拡張工事が行われ、商業施設や飲食店でせめぎ合い、都市化が進んでいる。また街道界隈は城ノ内高校・城北高校・徳島科学技術高校等、教育施設も多く存在する。
なお江戸時代にも同名の街道があり、徳島城下の出来島から新町川を渡り、田宮村や矢三村を経て今切村で大麻街道に接続していた。

## 歴史
- 1982年（昭和57年）12月 - 徳島県道30号徳島鴨島線が開通。
- 2008年（平成20年）03月 - 田宮街道の道路拡張工事が完成し全線4車線化する。

## 主な施設

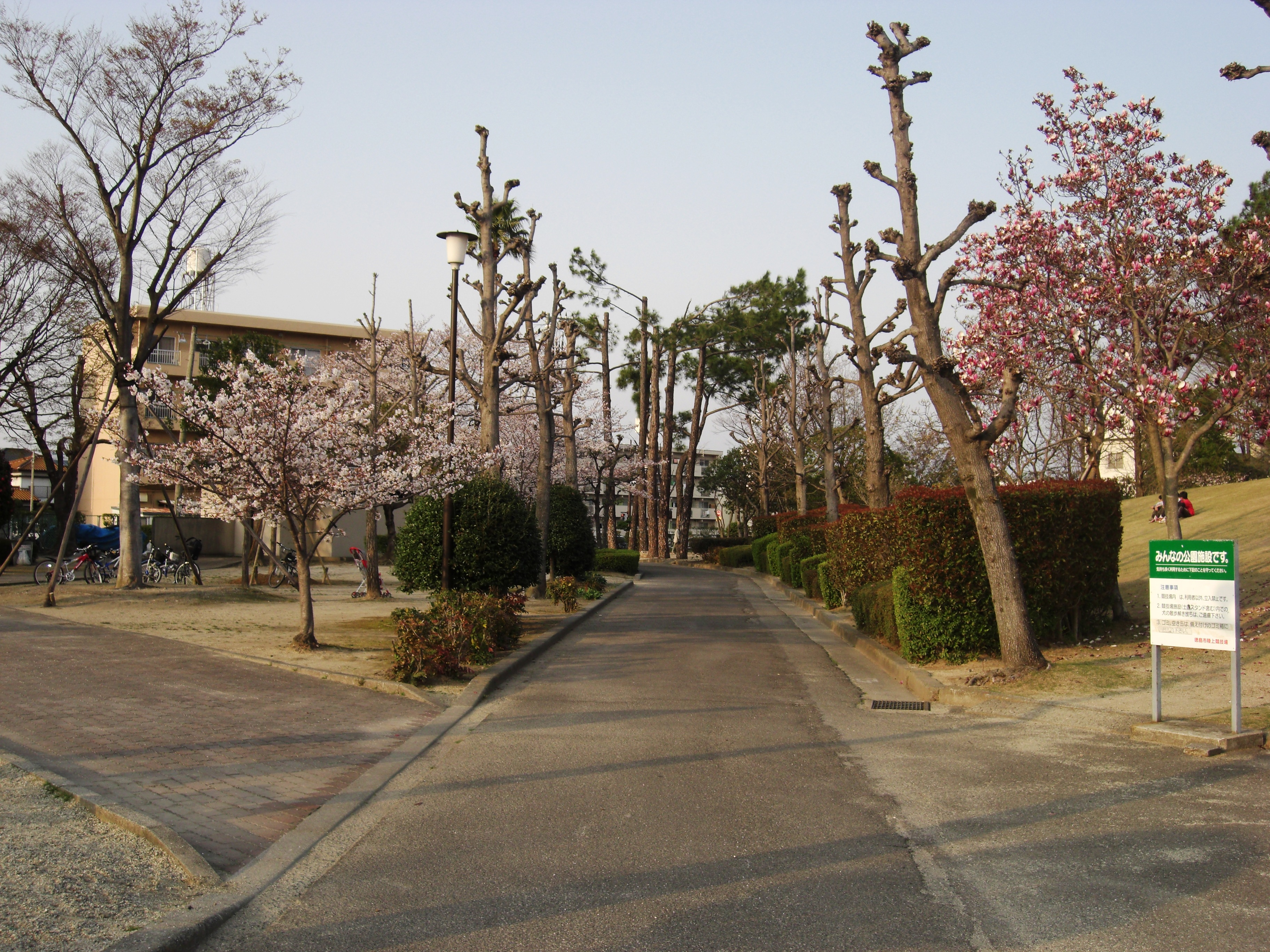
田宮運動公園

- 神明神社
- 田宮運動公園
  - 徳島市陸上競技場
  - 徳島市田宮公園プール
- 田宮変電所（四国電力）
市バスの最寄りバス停（田宮二丁目、同局公式の路線表では"田宮二"の表記）の別名にもなっている
- 天神社
- 徳島市立千松小学校
- 徳島県立城北高等学校
- 徳島県立徳島科学技術高等学校
- 徳島県立障害者交流プラザ
- 徳島市農業協同組合（JA徳島市）徳島支所
- 水の都記念病院

## 橋梁
- 吉野橋：新町川
- 中鮎喰橋：鮎喰川

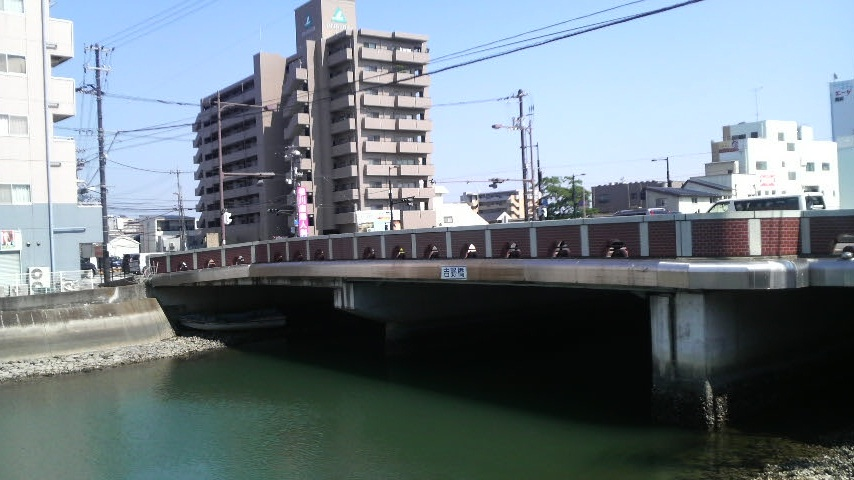
吉野橋
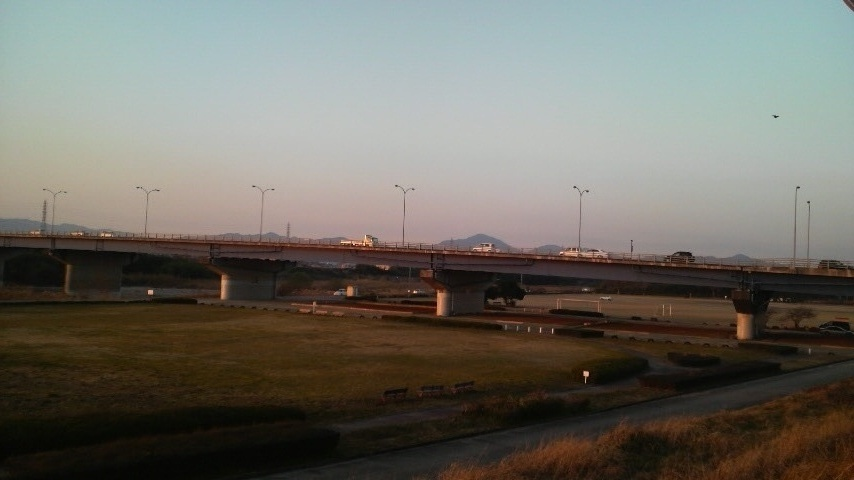
中鮎喰橋